# Voogdij Rheintal
De Voogdij Rheintal was een condominium binnen het Zwitserse Oude Eedgenootschap dat bestond van de 15e eeuw tot 1798. Het gebied lag aan de linkeroever van de Rijn tussen Hoher Kasten en het Bodenmeer. De steden Altstätten en Rheineck waren er onderdeel van. Het gebied hoort tegenwoordig bij het district Rheintal in het kanton Sankt Gallen.

## Geschiedenis

### Ontstaan
De voogdij ontstond nadat het kanton Appenzell op 17 juni 1405 de slag bij de Stosserpas in de Appenzelleroorlogen had gewonnen. Daarmee werd een einde gemaakt aan de expansie van de Habsburgers. Het kanton Appenzell werd toen onafhankelijk van de rijksabdij Sankt Gallen. De steden Marbach, Berneck en Altstatten gingen in de Bond van het meer een bondgenootschap aan met Appenzell. Dit was het eerste bondgenootschap in de Rijnvallei tussen Rheineck en Kriessern.  In de slag bij Bregenz kwam er een einde aan de pas verworven vrijheid. De Habsburgers kwamen terug aan de macht. Rond 1424 was de hele Rijnvallei grotendeels in handen van de graven van Toggenburg. Na het verdwijnen van het geslacht Toggenburg heroverde Appenzell tijdens de Oude Oorlog van Zürich in 1445 de hele Rijnvallei inclusief Rheineck.
In 1464 verdedigde Appenzell de Rijnvallei tegen de territoriale claims van de abdij van Sankt Gallen. Na een serie van veldslagen tussen 28 juli 1489 en de lente van 1490 om het klooster bij Rorschach ("Rorschacher  Klosterbruch") werd Appenzell gedwongen om het beschermheerschap over de vallei over te dragen aan de abdij en de vier kantons Glarus, Luzern, Schwyz en Zürich. Het werd daarmee weer een  Gemeine Herrschaft (condominium) binnen het Oude Eedgenootschap.
Het volgende jaar traden ook de kantons Uri, Unterwalden en Zug toe tot de regering van het conduminium. Appenzell kreeg in 1500 opnieuw een zetel. Later volgde ook het kanton Bern. De abt van Sankt Gallen had eveneens een zetel.

### Zwitserse Reformatie
Na de Zwitserse Reformatie in 1528 bleven katholieke minderheden achter. Alleen in Altstätten, Widnau, Kriessern en Rüthi bleven de katholieken in de meerderheid. Het verdwijnen van de katholieke hegemonie en het einde van de religieuze twisten die het condominium zolang hadden verscheurd leidden op 11 augustus 1712 tot de vrede van Aargau. Daarbij ontstond gelijkheid op religieus gebied, iets wat gebruikelijk was in het Heilige Roomse Rijk na de Vrede van Westfalen in 1648.

### Onafhankelijkheid
In de nasleep van de val van het Oude Eedgenootschap als gevolg van de Franse invasie in Zwitserland in 1798 verklaarde de voogdij Rheintal zich eenzijdig onafhankelijk. Op 26 maart 1798 stelde een Landsgemeinde in Altstätten een grondwet op en koos een vertegenwoordiger (Landammann)  en een raad (Landsrat). Die onafhankelijkheid duurde niet lang. Het  Rheintal werd na een paar weken toegevoegd aan het kanton Säntis van de Helvetische Republiek. Rüthi en Lienz, werden onderdeel van het kanton Linth.
De Mediationsakte van 19 februari 1803 van Napoleon Bonaparte betekende het einde van de Helvetische republiek en zijn kantonsgrenzen. Het Rheintal werd herenigd, nu als een district van Sankt Gallen. Het strekte zich uit van Staad, een plaats in de gemeente Thal, tot Lienz.  De hoofdstad wisselde maandelijks tussen Altstätten en Rheineck.